# Hans-Jürgen Klink
Hans-Jürgen Klink (* 25. Oktober 1933 in Neusalz/Oder (heute polnisch Nowa Sól); † 2. Februar 2022 in Aachen) war ein deutscher Geograph und Landschaftsökologe.

## Leben
Nach seiner Schulzeit und dem Abitur am Chiemgau-Gymnasium in Traunstein (1945–1953) studierte Klink von 1956 bis 1964 Naturwissenschaften in den Fächern Chemie, Biologie, Geographie und Bodenkunde an den Universitäten in München, Erlangen und Göttingen. Er schloss diese Fächer 1964 mit dem Ersten Staatsexamen ab. Er promovierte anschließend zum Dr. rer. nat. an der  Mathematisch-naturwissenschaftlichen Fakultät der Universität Göttingen mit einer Arbeit über die naturräumliche Gliederung und Landschaftsökologie im Ith-Hils-Bergland zwischen Oberweser und Leine in Niedersachsen (Prädikat summa cum laude). Er war von 1965 bis 1970 als Referent für Physische Geographie und deutsche Landeskunde an der Bundesforschungsanstalt für Landeskunde und Raumordnung tätig. Im Jahr 1971 wechselte er als akademischer Oberrat an das Geographische Institut der Universität Bonn und wurde später zum Studienprofessor ernannt. 
Nach der Habilitation 1974 durch die Mathematisch-naturwissenschaftliche Fakultät in Bonn mit dem Thema Die Vegetation und ihre Umwelt im östlichen Hochland von Mexiko in Abhängigkeit von Klima, Boden und Mensch wurde er 1976 an das Geographische Institut der RWTH Aachen für das Lehrgebiet Geoökologie und Physische Geographie als Wissenschaftlicher Rat und Professor berufen. 1979 wechselte Klink an das Geographische Institut der Ruhr-Universität Bochum auf einen Lehrstuhl als ordentlicher Professor mit dem Schwerpunkt Physische Geographie und Landschaftsökologie. 1999 erfolgte seine Emeritierung.
Klink war von 1981 bis 1984 wissenschaftlicher Beirat der Bundesforschungsanstalt für Naturschutz und Landschaftsökologie sowie von 1981 bis 1998 Mitherausgeber der Berichte zur deutschen Landeskunde. Von 1984 bis 2000 gehörte er als Mitglied dem Hochschulrat der Hochschule Vechta an, des ersten Hochschulrates an einer deutschen Hochschule. Darüber hinaus war er ordentliches Mitglied in der Deutschen Akademie für Landeskunde und in der Historischen Kommission für Schlesien.
Klinks Forschungsschwerpunkte waren die landschaftsökologische Begründung der naturräumlichen Gliederung, die Weiterentwicklung der landschaftsökologischen Raumerkundung, Siedlungsökologie, Biogeographie, im Besonderen Vegetationsgeographie, regionale Geographie Europas, darunter die regionale Geographie Deutschlands sowie die geographische Fachdidaktik.
Hans-Jürgen Klink verstarb am 2. Februar 2022 in Aachen und findet seine letzte Ruhestätte auf dem Aachener Westfriedhof.

## Schriften (Auswahl)
- Naturräumliche Gliederung des Ith-Hils-Berglandes. Bad Godesberg 1966, OCLC 3206025.
- als Herausgeber mit Herbert Liedtke: Physical geography in the Federal Republic of Germany. Paderborn 1984, ISBN 3-506-71254-3.
- Vegetationsgeographie. Braunschweig 2008, ISBN 978-3-14-160282-1.
- als Herausgeber mit Jolanta Rusinowska-Trojca: Historisch-topographischer Atlas schlesischer Städte. Band 4. Nowa Sól – Neusalz. Marburg 2013, ISBN 978-3-87969-384-9.